# Nannobrachium achirus
Nannobrachium achirus és una espècie de peix de la família dels mictòfids i de l'ordre dels mictofiformes.

## Morfologia
- Els mascles poden assolir 16,2 cm de longitud total.
- Nombre de vèrtebres: 36-38.[4][5]

## Depredadors
A l'Antàrtida és depredat per Eudyptes chrysolophus.

## Hàbitat
És un peix marí i d'aigües profundes.

## Distribució geogràfica
Es troba a tots els oceans.